# Eurovisiesongfestival 2006
Het Eurovisiesongfestival 2006 werd in Athene, Griekenland gehouden met op 18 mei 2006 de halve finale en op 20 mei de finale. De presentatie was in handen van de zanger Sakis Rouvas (deelnemer voor Griekenland in 2004) en de Grieks-Amerikaanse actrice en presentatrice Maria Menounos. Het evenement vond plaats in de Olympic Indoor Hall in de noordelijke voorstad Marousi.
Winnaar van het festival werd de Finse groep Lordi met het lied Hard rock hallelujah met een score van 292 punten, op dat moment een record.

## Overzicht
Veertien landen mochten zonder voorronde aan de finale deelnemen. Dit betrof Duitsland, Frankrijk, Spanje en het Verenigd Koninkrijk als de vier grote Eurovisielanden, die financieel het meest bijdragen aan het Eurovisiesongfestival, aangevuld met de tien landen die in 2005 het best scoorden. Kroatië nam de plaats in van Servië en Montenegro, dat in maart had besloten zich uit het festival terug te trekken. De 23 andere deelnemers moesten het in de halve finale tegen elkaar opnemen. De eerste tien plaatsten zich voor de finale.
België werd vertegenwoordigd door Kate Ryan die met Je t'adore de wedstrijd Eurosong '06 won. Voor Nederland kwam de groep Treble uit, die in het Nationaal Songfestival 2006 met 72% van de stemmen werd gekozen. Geen van beide landen overleefde de halve finale. Bij de deelnemers waren er dit jaar heel wat artiesten die in het verleden al eens deelgenomen hadden. Een daarvan was de Zweedse Carola, die in 1991 nog het festival had gewonnen en nu ook als een van de favorieten werd gezien, samen met de Griekse inzending. Andere vooraf genoemde outsiders voor de overwinning waren de inzending van Bosnië-Herzegovina dat een etnische ballade bracht geschreven door de Serviër en oud-deelnemer Željko Joksimović, het uptemponummer van Oekraïne en het opvallende hardrocknummer met bijhorende act van Finland. De Finse artiesten vielen op doordat ze zich voortdurend als monsters met latexmaskers verkleden, ook buiten het festivalpodium. Opvallend waren de inzendingen van Litouwen en IJsland. Beide nummers staken de draak met het hele festivalgebeuren. Een bekende naam op het festival was de Spaanse groep Las Ketchup die in 2002 nog een Europese hit hadden met The Ketchup Song (Aserejé). Het festival trok ook steeds meest oostwaarts, nu met Armenië ook een van de Kaukasusrepublieken tussen Rusland en Turkije aantrad.

## Finale

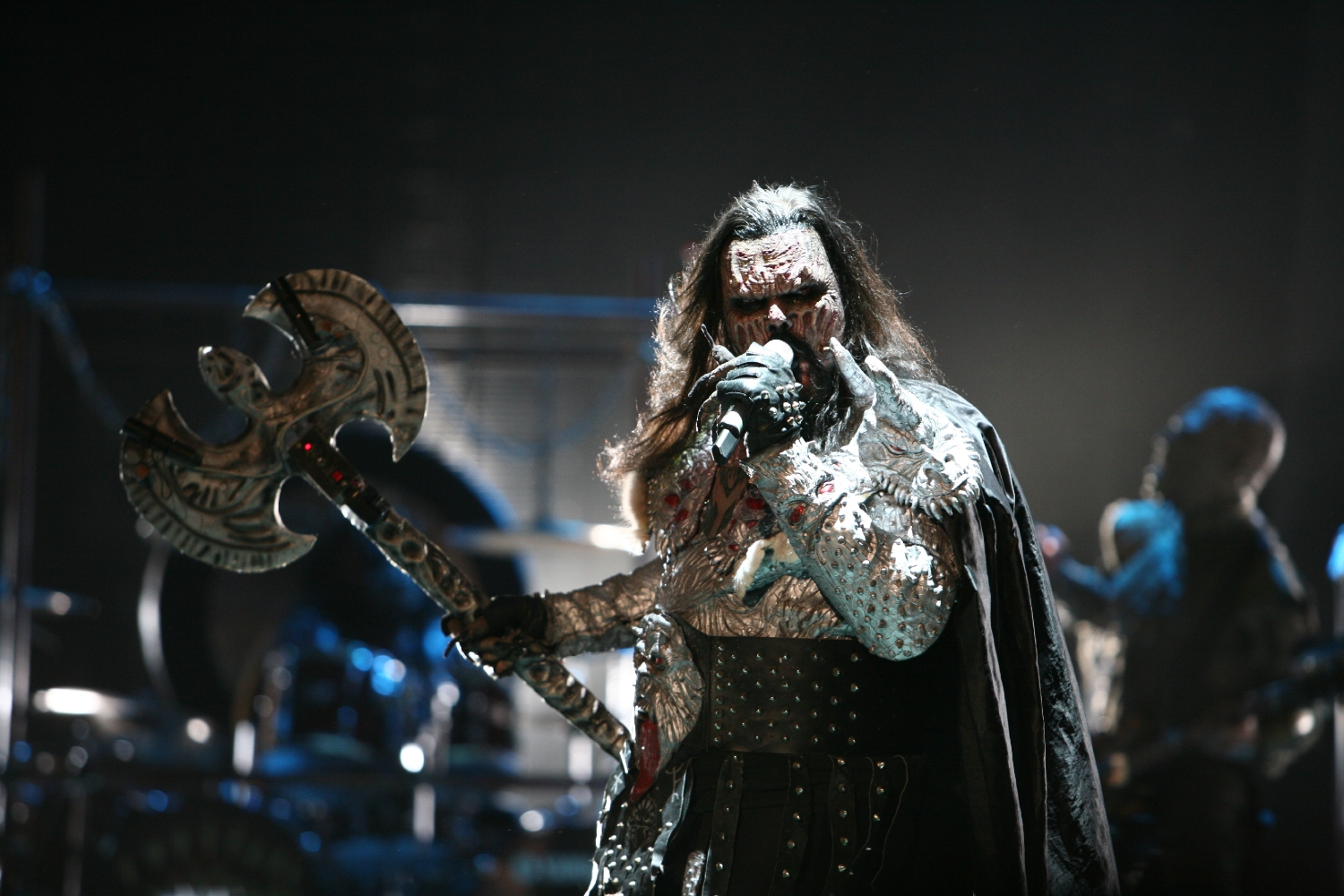
Lordi zorgde voor de eerste Finse overwinning in de geschiedenis van het Eurovisiesongfestival.

Tot verrassing van velen won Finland het Eurovisiesongfestival voor de eerste maal. Het hardrocknummer werd niet als een typisch festivalnummer beschouwd. Velen meenden dat de show met de monsters mee tot de overwinning had geleid. Het nummer werd desondanks populair in heel wat Europese landen. De ballade van de Rus Dima Bilan werd tweede, voor de inzending van Bosnië-Herzegovina. Oud-winnares Carola moest genoegen nemen met de vijfde plaats, na het disconummer van Roemenië. De protestinzending van Litouwen werd zesde en Armenië mocht bij zijn debuut tevreden zijn met een achtste plaats.
Opvallend was dat de tien nummers uit de halve finale bij de eerste dertien zaten. Enkel Roemenië, gastland Griekenland en Kroatië konden zich als rechtstreeks geplaatste in de top 13 plaatsen. De 'grote vier' haalden opnieuw mindere tot slechte scores.
Tijdens de puntentelling bleef het publiek niet onberoerd wanneer bepaalde landen hoge punten toekenden aan hun buurlanden wanneer dit tegen de trend van het scoreverloop inging. Meermaals klonk boegeroep uit het publiek, een trend die zich enkele jaren zou herhalen in het televotingtijdperk van het festival. Tijdens de telling zou Paul de Leeuw voor deining zorgen bij de puntengeving van Nederland. Hij nam er zijn tijd voor en maakte er een onemanshow van waarbij hij onder meer de presentators belachelijk maakte.
| Plaats | Land                  | Artiest                          | Lied                         | Punten |
| ------ | --------------------- | -------------------------------- | ---------------------------- | ------ |
| 1      | Finland               | Lordi                            | Hard rock hallelujah         | 292    |
| 2      | Rusland               | Dima Bilan                       | Never let you go             | 248    |
| 3      | Bosnië en Herzegovina | Hari Mata Hari                   | Lejla                        | 229    |
| 4      | Roemenië              | Mihai Trăistariu                 | Tornerò                      | 172    |
| 5      | Zweden                | Carola                           | Invincible                   | 170    |
| 6      | Litouwen              | LT United                        | We are the winners           | 162    |
| 7      | Oekraïne              | Tina Karol                       | Show me your love            | 145    |
| 8      | Armenië               | André                            | Without your love            | 129    |
| 9      | Griekenland           | Anna Vissi                       | Everything                   | 128    |
| 10     | Ierland               | Brian Kennedy                    | Every song is a cry for love | 93     |
| 11     | Turkije               | Sibel Tuzun                      | Süper star                   | 91     |
| 12     | Kroatië               | Severina                         | Moja štikla                  | 56     |
| 12     | Macedonië             | Elena Risteska                   | Ninanajna                    | 56     |
| 14     | Duitsland             | Texas Lightning                  | No no never                  | 36     |
| 14     | Noorwegen             | Christine Guldbrandsen           | Alvedansen                   | 36     |
| 16     | Letland               | Cosmos                           | I hear your heart            | 30     |
| 16     | Zwitserland           | Six4one                          | If we all give a little      | 30     |
| 18     | Denemarken            | Sidsel Ben Semmane               | Twist of love                | 26     |
| 19     | Verenigd Koninkrijk   | Daz Sampson                      | Teenage life                 | 25     |
| 20     | Moldavië              | Arsenium feat. Natalia Gordienko | Loca                         | 22     |
| 21     | Spanje                | Las Ketchup                      | Bloody Mary                  | 18     |
| 22     | Frankrijk             | Virginie Pouchain                | Il était temps               | 5      |
| 23     | Israël                | Eddie Butler                     | Ze hazman                    | 4      |
| 24     | Malta                 | Fabrizio Faniello                | I do                         | 1      |

## Halve finale
Vanuit de halve finale plaatsten tien landen zich voor de finale. In deze halve finale werd het duizendste lied ooit op het festival gezongen. Deze eer was weggelegd voor Ierland met Every song is a cry for love.
België werd genoemd als een van de favorieten, vooral door de internationale bekendheid van Kate Ryan, maar strandde op de twaalfde plaats met 69 punten, te weinig voor een finaleplaats. België kreeg van zeventien landen punten. Nederland haalde in de halve finale de twintigste plaats met 22 punten. Treble kreeg van acht landen punten. De slechte score van de dwergstaten Andorra en Monaco leidden er mee toe dat Monaco het na drie pogingen voorlopig zou opgeven op het festival.
| Plaats | Land                  | Artiest         | Lied                         | Punten |
| ------ | --------------------- | --------------- | ---------------------------- | ------ |
| 1      | Finland               | Lordi           | Hard rock hallelujah         | 292    |
| 2      | Bosnië en Herzegovina | Hari Mata Hari  | Lejla                        | 267    |
| 3      | Rusland               | Dima Bilan      | Never let you go             | 217    |
| 4      | Zweden                | Carola          | Invincible                   | 214    |
| 5      | Litouwen              | LT United       | We are the winners           | 163    |
| 6      | Armenië               | André           | Without your love            | 150    |
| 7      | Oekraïne              | Tina Karol      | Show me your love            | 146    |
| 8      | Turkije               | Sibel Tüzün     | Süper star                   | 91     |
| 9      | Ierland               | Brian Kennedy   | Every song is a cry for love | 79     |
| 10     | Macedonië             | Elena Risteska  | Ninanajna                    | 76     |
| 11     | Polen                 | Ich Troje       | Follow my heart              | 70     |
| 12     | België                | Kate Ryan       | Je t'adore                   | 69     |
| 13     | IJsland               | Silvia Night    | Congratulations              | 62     |
| 14     | Albanië               | Luiz Ejlli      | Zjarr e ftothë               | 58     |
| 15     | Cyprus                | Annet Artani    | Why angels cry               | 57     |
| 16     | Slovenië              | Anžej Dežan     | Mr. nobody                   | 49     |
| 17     | Bulgarije             | Mariana Popova  | Let me cry                   | 36     |
| 18     | Estland               | Sandra Oxenryd  | Through my window            | 28     |
| 19     | Portugal              | Nonstop         | Coisas de nada               | 26     |
| 20     | Nederland             | Treble          | Amambanda                    | 22     |
| 21     | Monaco                | Séverine Ferrer | La coco-dance                | 14     |
| 22     | Wit-Rusland           | Polina Smolova  | Mama                         | 10     |
| 23     | Andorra               | Jennifer        | Sense tu                     | 8      |

## Terugkerende artiesten
| Land        | Artiest                               | Plaats | Eerdere deelname                      | Plaats toen |
| ----------- | ------------------------------------- | ------ | ------------------------------------- | ----------- |
| Griekenland | Anna Vissi                            | 9      | Griekenland 1980 (samen met Epikouri) | 13          |
| Griekenland | Anna Vissi                            | 9      | Cyprus 1982                           | 5           |
| Israël      | Eddie Butler                          | 23     | Israël 1999 (deel van Eden)           | 5           |
| Litouwen    | Viktoras Diawara (deel van LT United) | 6      | Litouwen 2001 (deel van Skamp)        | 13          |
| Malta       | Fabrizio Faniello                     | 24     | Malta 2001                            | 9           |
| Polen       | Ich Troje                             | 11 HF  | Polen 2003                            | 7           |
| Zweden      | Carola                                | 5      | Zweden 1983                           | 3           |
| Zweden      | Carola                                | 5      | Zweden 1991                           | 1           |

## Wijzigingen

### Debuterende landen

Deelnemende landen
Landen die in het verleden deelgenomen hebben
Landen die zich niet voor de finale kwalificeerden

- Armenië: door de deelnamebevestiging van ARMTV werd Armenië het eerste land uit de Zuidelijke Kaukasus dat deelnam aan het Eurovisiesongfestival.

### Terugtrekkende landen
- Hongarije: na de terugkeer in 2005 bleef Hongarije opnieuw afwezig van het festival, wellicht om financiële redenen.
- Oostenrijk: de Oostenrijkers trokken zich terug uit protest tegen het puntensysteem. Oostenrijk vond dat de televoting landen met een grote diaspora bevoordeelde.
- Servië en Montenegro: het land zou aanvankelijk deelnemen, maar tijdens de nationale finale bleek dat de Montenegrijnse juryleden net als het jaar voordien de beste Servische inzending benadeelden ten voordele van een Montenegrijnse inzending. Daarop besloot de Servische omroep van verdere deelname af te zien. Het festival werd wel uitgezonden en het land mocht punten toekennen. Tijdens de puntentelling meldde de puntengeefster dat ze er volgend jaar graag terug waren, maar daags nadien vond een referendum plaats waarbij een meerderheid van de Montenegrijnen zich uitsprak voor afscheiding van Servië. Beide landen zouden in 2007 apart deelnemen aan het festival.